# Mas Estela
El Mas Estela és una masia de Llampaies, al municipi de Saus, Camallera i Llampaies (Alt Empordà) inclosa a l'Inventari del Patrimoni Arquitectònic de Catalunya. Està situat dins del petit nucli urbà de la població de Llampaies, a la part de llevant del terme, formant cantonada entre el carrer de Ponent i el carrer que connecta amb la plaça.

## Descripció
Edifici cantoner de planta rectangular, amb coberta de dues vessants i distribuït en planta baixa i pis. Presenta diversos edificis annexos a la part posterior i una zona de pati. La façana principal presenta un gran portal d'arc molt rebaixat adovellat, amb un escut notable gravat a la clau. Damunt d'aquest portal hi ha una finestra motllurada, decorada amb una roseta central. Al costat hi ha una altra finestra, amb la llinda motllurada sostinguda amb permòdols. La resta d'obertures de la façana han estat reformades i transformades. Al costat del portal hi ha un contrafort de suport adossat a la façana.
La construcció és bastida amb pedra de diverses mides, lligada amb morter. S'observen moltes reparacions als paraments, algunes recents.